# Savoyai Hugó ciprusi királyi herceg
Savoyai Hugó (Henrik) (Rodosz, 1464 – Rodosz, 1464. július 4. előtt), franciául: Hugues (Henri) de Chypre/de Savoie, olaszul: Ugo (Enrico) di Cipro/di Savoia, görögül: Ούγος (Ερρίκος) της Σαβοΐας/της Κύπρου, latinul: Hugo (Henricus) Cypri/Sabaudiensis, örményül: Հուգո (Հենրիկ) Կիպրոսի. Ciprusi, örmény és jeruzsálemi királyi herceg, ciprusi trónörökös, valamint savoyai herceg. V. István magyar király 9. (generációs) leszármazottja. A Savoyai-ház tagja.

## Élete
Apja Lajos savoyai herceg, Genf grófja, iure uxoris ciprusi király, édesanyja I. Sarolta ciprusi királynő.

### Születésének körülményei
Sarolta királynő az apja, II. János ciprusi király halála után minden nehézség nélkül foglalta el a trónt, és az ország lakosainak, nemeseinek közös egyetértésével és a legmagasabb egyházi méltóságok közreműködésével 1458. október 15-én Nicosiában Ciprus, Örményország és a Jeruzsálemi Királyság koronáival királlyá kenték és megkoronázták a három ország együttes királyává.

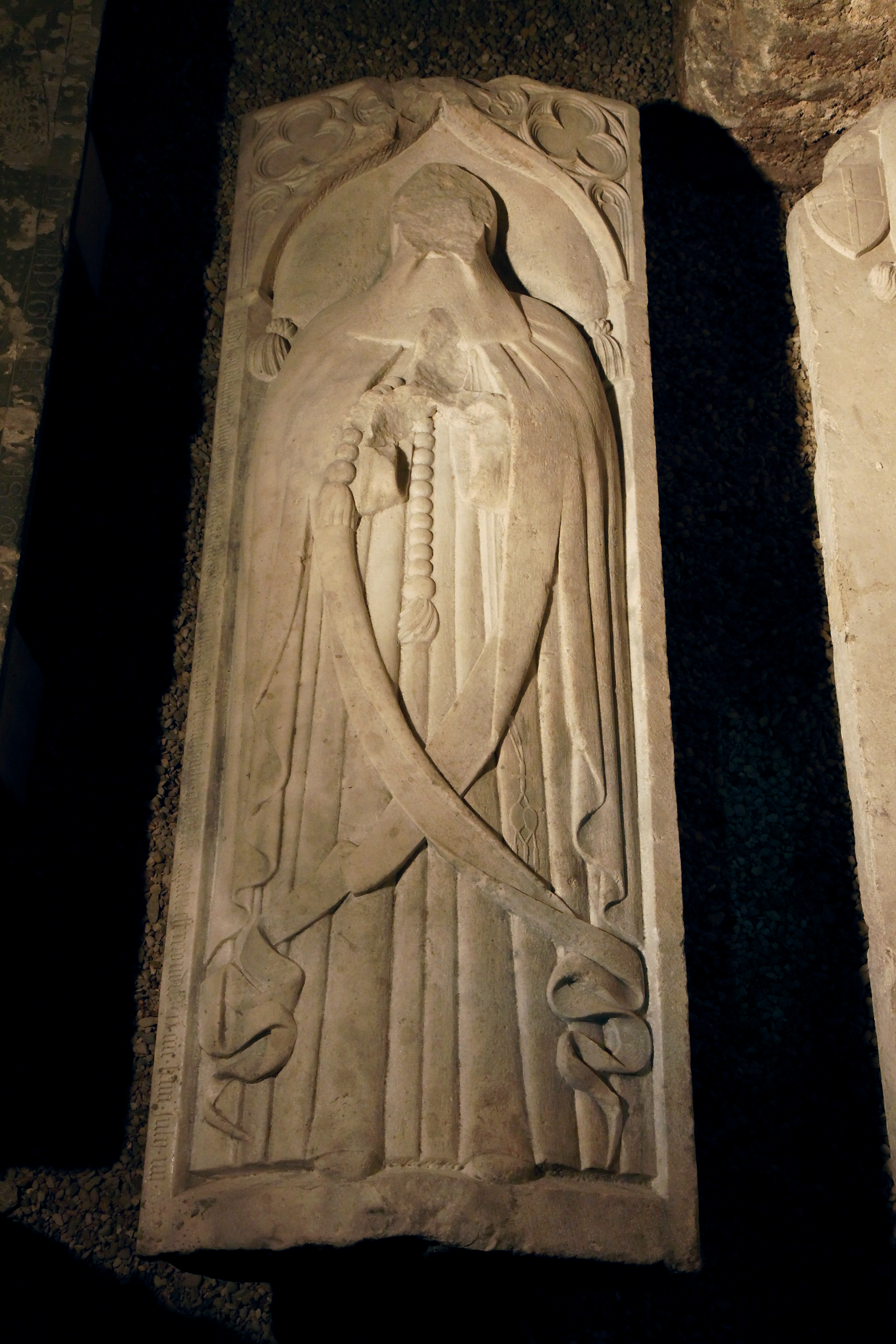
Jacques de Milly johannita nagymester és Hugó (Henrik) herceg közös sírja

Sarolta másodszorra első unokatestvérét, Savoyai Lajost választotta férjéül. A házasság annak ellenére, hogy az új férj Sarolta nagynénjének, Lusignan Anna ciprusi királyi hercegnőnek, I. Janus ciprusi király lányának volt a fia, Lajos nyugati származása miatt nem volt népszerű az országban, és nem volt jó döntés a királynő jövője szempontjából. Sarolta kezdeti népszerűsége a mélypontra zuhant. Sarolta féltestvérét, Fattyú Jakabot arra kényszerítették, hogy elhagyja az országot, aki az egyiptomi szultánhoz menekült, aki Ciprus hűbérura volt ebben az időben. Al-Asraf Ínál szultán támogatásáról biztosította Sarolta bátyját, és egyiptomi katonai segítséggel 1460. szeptember 18-án kikötött Famagustában, és 1460. szeptember 26-án elfoglalta Nicosiát. A királynő és támogatói Kyreniába szorultak vissza. Sarolta 1461 szeptemberében végleg elhagyta Ciprust, ahova soha többet nem térhetett már vissza. Először Rodoszra menekült, ahova 1461. október 14-én érkezett meg. Hívei még 1464-ig kitartottak Kyreniában. Sarolta továbbra sem adta fel a reményt, hogy visszatérhet a trónra.

### Születése
Sarolta királynő 1464-ben Rodoszon szülte meg egyetlen gyermekét, egy kisfiút, akit Hugónak vagy Henriknek kereszteltek. Sarolta királynő a levelében a fiát csak annak monogramjával, egy H betűvel nevezte meg, így a neve találgatásra adhat okot, de a ciprusi királyi házban szokásos nevek közül a Hugó és a Henrik jöhet számításba. A kis herceg azonban a születése után nem sokkal meghalt. A királynő Rodoszról címzett 1464. szeptember 3-ai levelében tudósította a férjét a fiuk haláláról. Sarolta ebben a levélben úgy fogalmazott, hogy ő „a legelhagyatottabb nő a világon, megfosztva a férje társaságától, a törvényes fiú reményében csalódva”. A kis herceg holttestét a három évvel korábban elhunyt nagymester, Jacques de Milly (–1461) sírjában temették el 1464. július 4-én.

### Halálának a következményei
Mivel Saroltának több gyermeke nem született, így elég kis reménye maradt a visszatérésre a trónöröklés megoldatlansága miatt. Éppen ezért 1473-ban örökbe fogadta támogatás fejében I. Ferdinánd nápolyi királynak, Aragóniai Beatrix magyar királyné apjának számos házasságon kívül született gyermekei közül Aragóniai Alfonzot (1460–1510), és eljegyezte trónbitorló bátyjának, II. Jakabnak egyik házasságon kívül született lányával, Lusignan Karolával (Charlotte) (1468–1480), hogy a dinasztia folytonossága fennmaradjon.